# Tauschia kelloggii
Tauschia kelloggii là một loài thực vật có hoa trong họ Hoa tán. Loài này được (A. Gray) J.F. Macbr. miêu tả khoa học đầu tiên năm 1919.